# Гольтланд
Гольтланд (нім. Holtland) — громада в Німеччині, розташована в землі Нижня Саксонія. Входить до складу району Лер. Складова частина об'єднання громад Гезель.
Площа — 14,66 км2. Населення становить 2195 ос. (станом на 31 грудня 2021).